# 陈星 (发明家)
陈星（1956年10月—）北京人。是一位华裔美国人、发明家、和企业家。他发明了自平衡滑行车。他是美国最有名的发明家之一，应该赚到几百万美元。目前住在美国华盛顿州的卡默斯。

## 生平
在北京长大，毕业于北京农业大学，获得农业气象学的学位。 1980年代中期到美国找寻商业机会。1988年，他创立了CID公司，为植物和农业研究开发科学仪器。 该领域的具体产品包括光合作用仪、叶片扫描仪和植物冠层分析仪。 于2009年出售CID，成为一名全职消费品发明家。2003年，陈创办了英业达公司，发展更多主流思想和发明。在2003年，陈介绍了人力水翼船“Aquaskipper”， 赢得了许多奖项，包括ISPO BrandNew奖的决赛选手，它还出现在历史频道的现代奇迹节目中。接下来，陈开发了一款三轮踏板车并获得专利，并于2006年将该设计授权给RazorUSA。陈继续发明其他消费品，尤其是Orbitwheel Skates，UltraDrainer，Lunicycle，Solowheel，和Hovertrax.中国工厂一直在非法复制他的发明，创造好多山寨。

### Solowheel发明
2010年3月，他申请了一个使用陀螺仪的自平衡电动车专利。
Solowheel（独轮）赢得众多奖项，包括2011年ISPO BrandNew决赛入围者，2012年INPEX发明贸易展亚军。 它已经在2011年的气象频道和彭博电视台播出。 2012年美国职业棒球大联盟球迷洞和医生电视节目。

### Hovertrax发展
2014年，他获得Hovertrax专利。
2013年，他将Hovertrax公之于众。Hovertrax是世界上第一个自平衡滑行车。